# Apamea aethiops
Apamea aethiops är en fjärilsart som beskrevs av Tutt 1891. Apamea aethiops ingår i släktet Apamea och familjen nattflyn. Inga underarter finns listade i Catalogue of Life.